# Tribunal de les Coltellades
El Tribunal de les Coltellades és el nom que hom ha donat a la cúria del veguer de Lleida.
S'hi resolien bàsicament crims comesos en aquesta ciutat.
En els anomenats Llibres de Crims, conservats a l'Arxiu de la Paeria de Lleida, s'hi copiaren nombrosos judicis celebrats d'ençà de l'any 1312, que mostren molts aspectes de la vida quotidiana d'una ciutat medieval.